# Саша Соколова
Саша Соколова (нар. 29 вересня 1990, Москва) — російська сучасна художниця Росії. Живе й працює між Москвою та Барселоною. Представляла свої роботи на персональних виставках у Росії, Польщі та Німеччині.

## Біографія
Саша народилася 1990 року в творчій родині. В 9 років вступила до Школи акварелі Сергія Андріяки в Москві. 2015 року з відзнакою закінчила художній факультет Всеросійського державного інституту кінематографії. У 2015 році там же здобула ступінь магістра витончених мистецтв. Також вона закінчила курси живопису в техніці гарячої емалі.
На професійне становлення Саші вплинув її рідний дідусь. Він навчав її малювати з 4 років. Сам він зробив кар'єру художника після закінчення Великої Вітчизняної війни, малюючи в стилі радянського реалізму. «Ми разом виходили в поле, і мені подобалося досліджувати природу, використовуючи мої олівці та фарби. Він був суворим вчителем, який тоді мені не подобався, але я ціную це зараз, оскільки дисципліна була важливим балансом для моєї артистичної натури. Водночас я вивчала музику. Тому мене виховали так, щоб я могла розуміти гармонію та любити мистецтво».

## Виставки

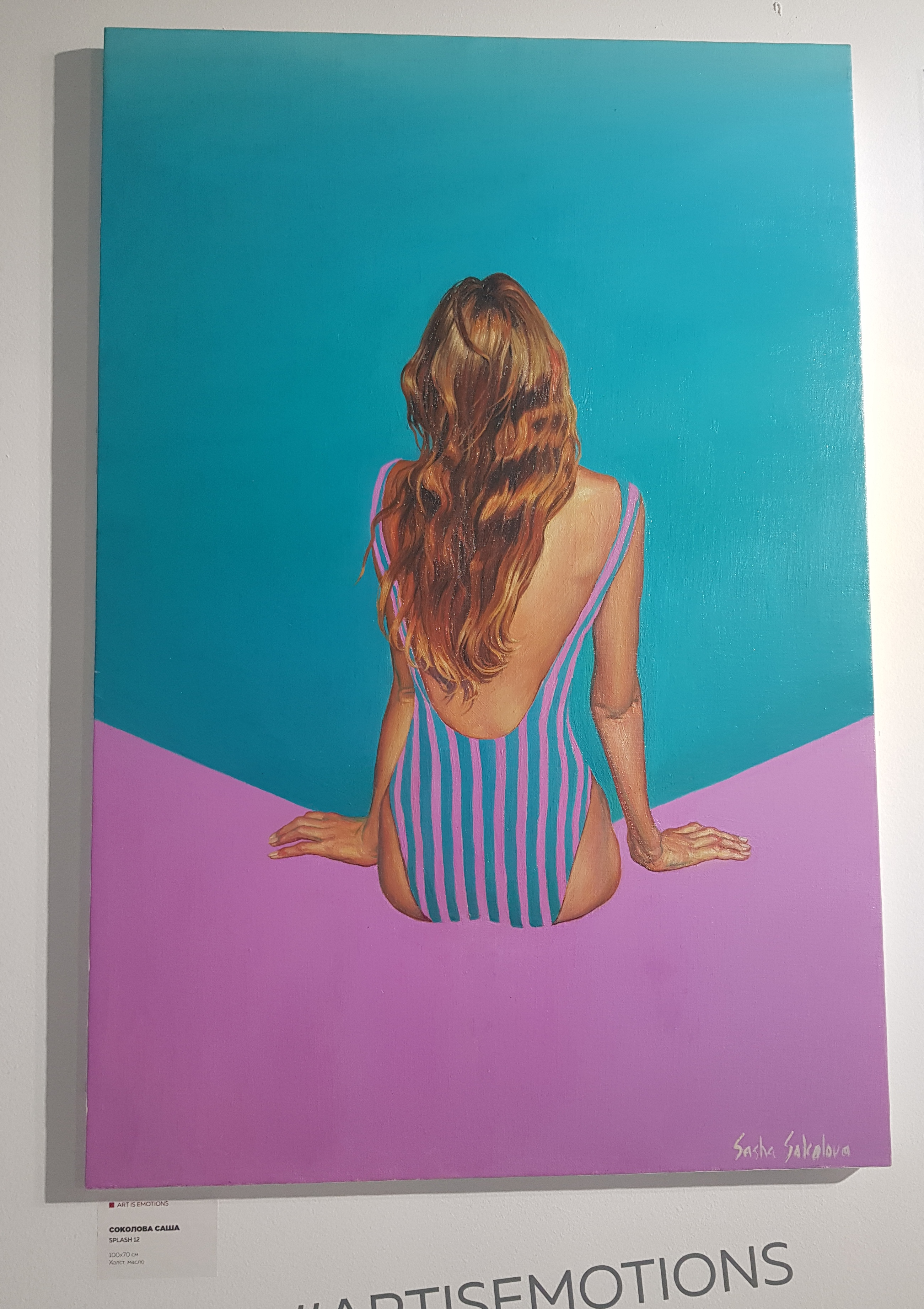
Саша Соколова. Splash 12 на груповій виставці Art is...

- 2019, з 9 липня по 7 серпня — персональна виставка Splash в Artis Gallery в Центрі сучасного мистецтва Винзавод у Москві. Яскраві роботи Саші втілювали фантазії-воспомини про ідеальне літо. Організатори порівнюють стиль художниці зі спокоєм елітних будинків Лос-Анджелеса 1960-1970-х років, який притаманний роботам Девіда Гокні. Однак Саша звертається до своїх дитячих спогадів про маленький басейн на підмосковній дачі, який об'єднував усіх членів родини. У її інтерпретації басейн — це місце сили та єднання, головний символ якого — бризки[3].
- 2019, з 2 лютого по 3 березня — участь у груповій виставці Big City Life від галереї Artis у Червоному цеху ЦСМ «Винзавод». Соколова показала серію картин про Барселону.[4]
- 2018, з 8 по 31 травня — презентація спецпроєкту «364 дня» в Pop Up Museum сучасного російського мистецтва в Москві.[5][6] «364 дня» — художній та культурний проєкт, що документує повсякденне життя ветеранів Великої Вітчизняної війни.[7] Ідея виникла у автора після спостережень за своїм дідусем. Виставка складалася з серії портретів учасників війни та чорно-білих картин-спогадів. У проєкті взяли участь 9 ветеранів.[8]
- 2017, з 11 листопада по 9 грудня — персональна виставка Momentos в Galerie Vinogradov Berlin у Німеччині.[9] На її створення Сашу Соколову надихнула Барселона. Столиця Каталонії є одним із найпопулярніших місць у Європі поряд з Берліном, тому хвилі туристів спотворюють повсякденне життя цих міст. Саша представила на виставці серію робіт маслом, де акцентувала увагу на буднях корінних мешканців європейських мегаполісів.[10].
- 2017, з 13 жовтня по 5 листопада — персональна виставка Conversations в Sztuka Wyboru Galeria в Гданську (Польща).[11] Організатори назвали стиль Соколової міською панорамою, в якій головні герої картин ведуть себе повсякденно й незалежно від спостерігачів, не звертаючи на них ніякої уваги.[12].

## Проєкти
2017 року Саша Соколова стала єдиним художником з Росії, який взяв участь у створенні фільму «З любов'ю, Вінсент» (англ. Loving Vincent). Це був перший у світі повністю намальований олійними фарбами на полотні анімаційний повнометражний фільм, для створення якого було написано понад 60 000 картин олійними фарбами.
У рамках просування фільму Саша намалювала кілька портретів російських знаменитостей, стилізованих під картини Ван Гога. Серед них Ірина Горбачова, яка озвучувала фільм, Іван Ургант, Ані Лорак, Максим Віторган та інші. Але найбільше, за словами художниці, їй сподобався портрет Сергія Шнурова: «Мені здається, що він особливо добре відображає бунтарський дух співака. Інтенсивні кольори, які я так люблю у Ван Гога, і атрибути у вигляді шапки і трубки, на мій погляд, дуже органічно злилися з образом Сергія Шнурова».

## Нагороди
Фіналістка конкурсу BP Portrait Award. Для участі Саша намалювала портрет свого рідного дідуся.
Удостоєна стипендій Фонду В. Співакова та Фонду «Юні дарування».